# Xinan, Xiapu
Xinan är en köping i sydöstra Kina. Den ligger i Xiapu härad i staden Ningde i provinsen Fujian,  omkring 90 kilometer nordost om provinshuvudstaden Fuzhou.